# Trieenea
Trieenea es un género con nueve especies de plantas de flores perteneciente a la familia Scrophulariaceae. 

## Especies seleccionadas
- Trieenea elsiae
- Trieenea frigida
- Trieenea glutinosa
- Trieenea lanciloba
- Trieenea lasiocephala
- Trieenea laxiflora
- Trieenea longipedicellata
- Trieenea schlechteri
- Trieenea taylorii

- Datos: Q9090008
- Especies: Trieenea